# Bernauer Straße
La Bernauer Straße  est une rue de Berlin en Allemagne.

## Situation et accès
Elle est située à cheval sur les arrondissements de Mitte et de Pankow (dans le quartier de Prenzlauer Berg).
Son trottoir sud délimite la limite entre les quartiers de Gesundbrunnen et de Mitte. 

## Origine du nom
La Bernauer Straße à Berlin tire son nom de son orientation géographique : elle mène depuis l'Alt-Berlin vers la ville de Bernau, située dans le Brandebourg.

## Historique
La rue est connue dans le monde entier à partir des années 1960, à la suite des tentatives de fuites spectaculaires d´habitants par-dessus le Mur de Berlin.
Daniel Balavoine en parle dans une de ses chansons, intitulée "La porte est close" (1977).

### Avant la construction du Mur de Berlin en août 1961
La rue existait déjà depuis longtemps, c'était une voie commerciale et militaire entre Berlin et les localités de la Marche de Brandebourg, un ancien État du Saint-Empire romain germanique. Elle se voit attribuer le nom de Bernauer Straße le 29 mai 1862.
Lors de la planification pour la réorganisation de Berlin (Hobrecht-Plan) par James Hobrecht, elle est désignée sous les noms Straße 50 et Straße 80, Abteilung IX (rue 50 et rue 80, division IX). Sa partie nord-est reliait alors la Bergstraße au croisement Schwedter/Oderberger Straße.
Le 4 juillet 1904, la prolongation vers le sud-ouest entre la Bergstraße et la Gartenstraße est intégrée à la Bernauer Straße.

### Août 1961 à novembre 1989

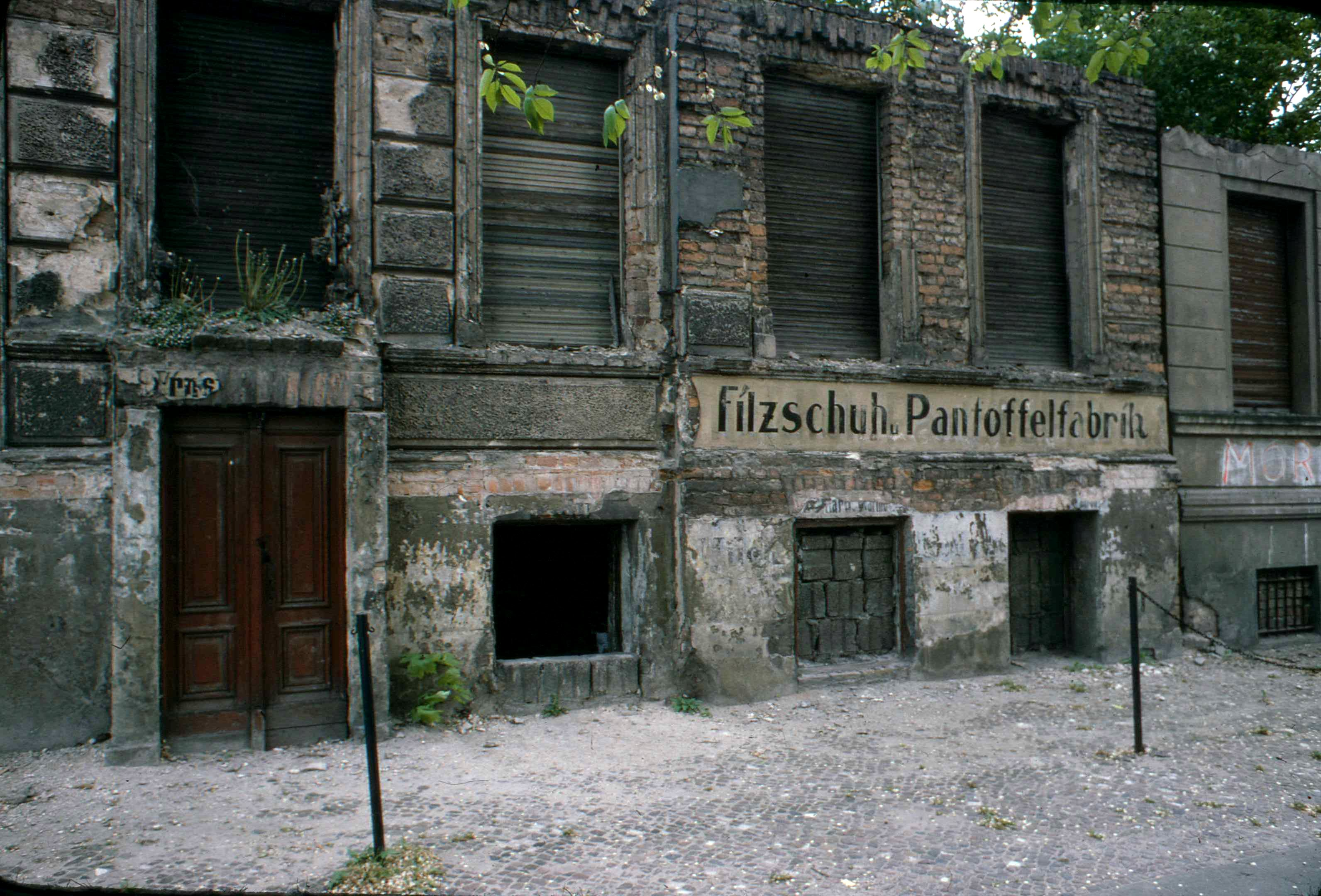
Avant la construction du mur, des restes de maisons font office de frontière le long de la Bernauer Straße, ici en 1978

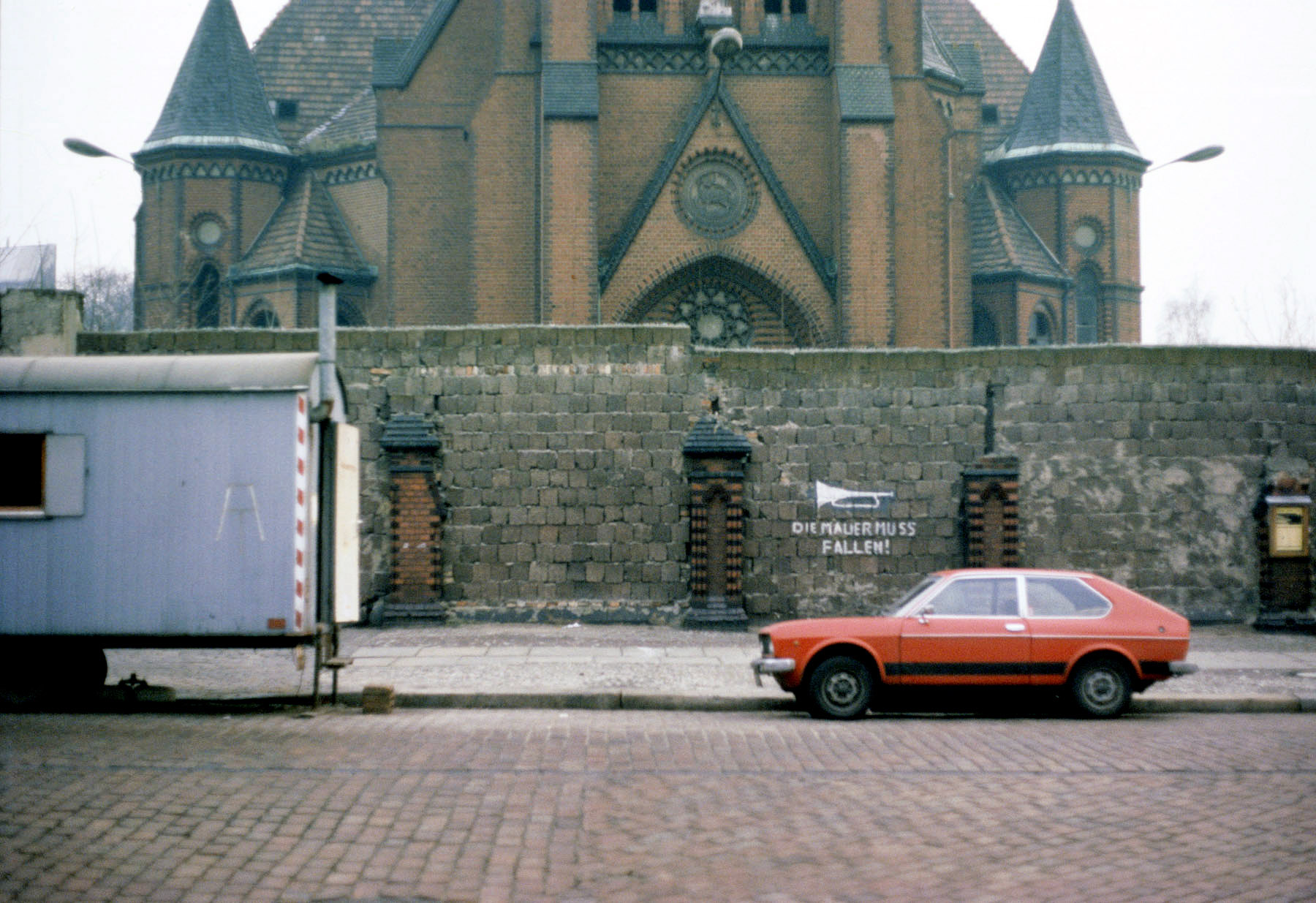
En 1985, l'église de la Réconciliation, située sur le no man's land longeant le mur, est ainsi interdite d'accès. Elle sera démolie la même année.

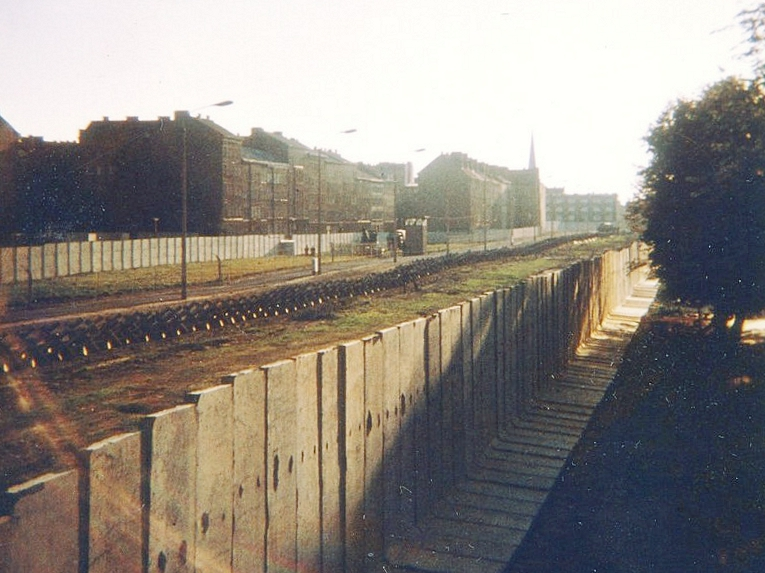
Modernisation du Mur de Berlin dans la Bernauer Straße, 1980

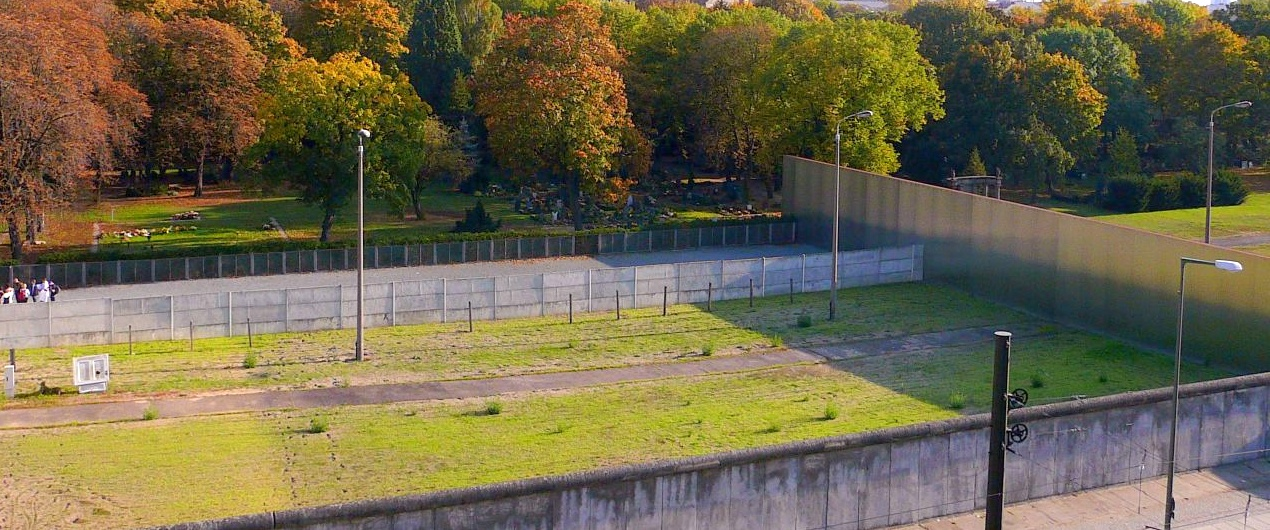
Mémorial du Mur de Berlin en 2006

Durant la partition de Berlin, le Mur de Berlin longeait le côté sud de la rue sur toute sa longueur : Berlin-Est se trouvait du côté sud de la rue, l'autre côté de la rue appartenait à Berlin-Ouest, ainsi que la rue Bernauer elle même. 
Avec la construction du mur de Berlin à partir du 13 août 1961, les troupes frontalières de la RDA ont d'abord érigé des barrières de barbelés sur la Schwedter Straße et sur les branches sud de la route et les ont remplacées quelques jours plus tard par les premiers murs de pierre. Ainsi, dès que les habitants des immeubles situés à Berlin-Est passaient leur porte d'entrée, ils se retrouvaient immédiatement à Berlin-Ouest. Pour éviter cela, les portes d'entrée des bâtiments du côté sud de la rue étaient verrouillées et les résidents devaient quitter leurs appartements par les arrière-cours. Il y a eu de nombreuses évasions spectaculaires, au cours desquelles les gens ont sauté de leurs fenêtres sur la « Bernauer Straße » ou sont descendus en rappel. Quatre personnes ont été tuées dans des accidents : Rudolf Urban (de), Ida Siekmann, Olga Segler et Bernd Lünser (de).
Les portes d´entrée et fenêtres des maisons orientées vers le nord-ouest furent dès lors successivement condamnées et murées et les toits obstrués.
À l'automne 1961, les dernières maisons longeant la frontière furent évacuées de force. Après 1963, les bâtiments furent détruits à l´exception des façades du rez-de-chaussée, afin d´offrir une vue dégagée aux militaires à la frontière. Les ruines des maisons furent par la suite dissimulées derrière le mur de béton, augmenté de fil barbelé, qui fut érigé.
Les images qui rendirent la Bernauer Straße célèbre sont notamment celles de personnes fuyant Berlin-Est en sautant par les fenêtres des maisons pour arriver sur le trottoir — comme Ida Siekmann —, qui était sur le territoire de Berlin-Ouest.
Une autre photo extrêmement connue est celle du jeune soldat volontaire est-allemand Conrad Schumann qui saute par-dessus des fils barbelés le 15 août 1961 pour aller dans le secteur français de Berlin-Ouest, jetant au loin son arme. Cette scène se déroula au croisement entre la Bernauer Straße et la Ruppiner Straße (de).
En raison de la configuration propice de la rue pendant les premières années d´existence du Mur de Berlin, la Bernauer Straße était un lieu d´échanges entre les soldats surveillant la frontière côté RDA, les policiers de Berlin-Ouest et les douaniers ; on a ainsi vu des soldats discuter par-dessus le tracé du Mur ou s´échanger des cigarettes.
À partir de caves de certaines maisons de la Bernauer Straße, des tunnels furent creusés dans le sol argileux pour faire passer des fuyards vers l'Ouest.
En 1962, le tunnel 29 allait au numéro 7 de la Schönholzer Straße. Des Berlinois de l'Est, de l'enfant à la grand-mère, ont emprunté ce tunnel en rampant pour rejoindre Berlin-Ouest, sans être vus par les garde-frontières.
En 1964, un drame se joua lors de la traversée d´un autre tunnel, le tunnel 57, dont l'entrée se trouvait au numéro 55 de la Strelitzer Straße (de), à l´est. En deux nuits, 57 berlinois de l'est purent s'enfuir en l'empruntant. Cependant, il y eut des échanges de tirs avec les garde-frontières, durant lesquels le soldat Egon Schultz fut mortellement touché.
Jusqu'aux années 1980, l'ancienne fortification de la frontière (constituée d'anciennes maisons) fut peu à peu déblayée pour laisser place au Mur de Berlin tel qu´on se le représente habituellement, c'est-à-dire matérialisé par une construction massive en plaques de béton. Dans la Bernauer Straße, c´est en 1980 que le dernier tronçon du mur sera rénové pour être remplacé par le mur de béton.
L'église de la Réconciliation, qui se trouvait alors au milieu du no man's land qui la longeait côté est, fut dynamitée le 28 janvier 1985.
La destruction de cette église toucha également une partie du cimetière attenant (le ’’Friedhof II der Sophiengemeinde Berlin’’). La tombe du libraire et éditeur Julius Springer, qui avait été conseiller municipal de la ville de Berlin durant de longues années, fut notamment détruite.
En 1995, une plaque commémorative a été posée à l´entrée de la Swinemünder Straße en souvenir de 10 personnes ayant été tuées en tentant de traverser le Mur de Berlin au niveau de la Bernauer Straße.

### À partir de 1990: réaménagement et mémorial du mur

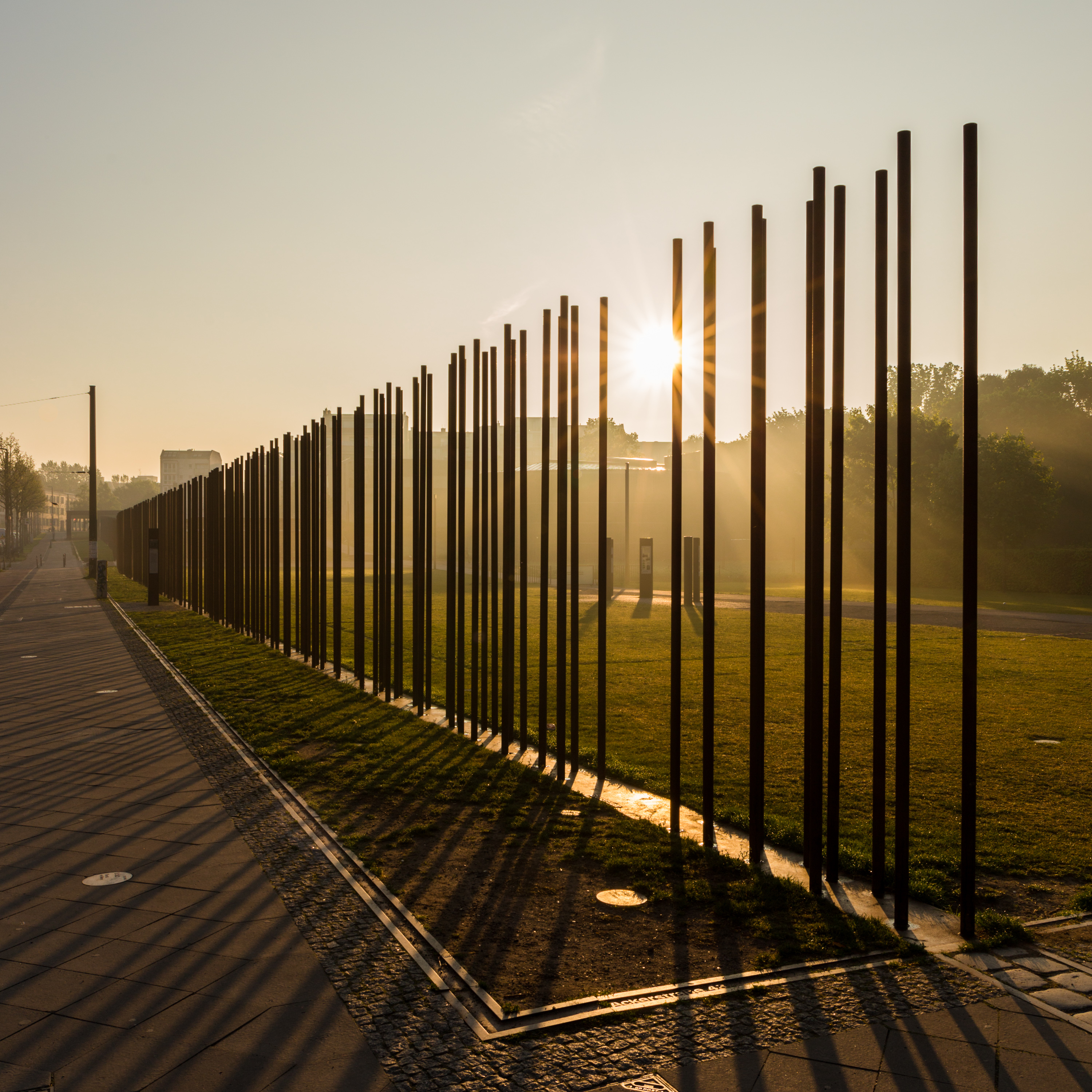
Lever du jour sur le mémorial de la Bernauer Straße

En lieu et place de l´église de la réconciliation (Versöhnungskirche) a été construite la Chapelle de la réconciliation (Kapelle der Versöhnung) après la chute du Mur de Berlin. La chapelle fait partie du mémorial du Mur dans la Bernauer Straße. En outre, le mémorial comporte un centre de documentation et le Mémorial national pour les victimes de la construction du Mur et de la division de l'Allemagne, construit par le bureau d'architectes de Stuttgart "Kohlhoff & Kohlhoff".
Sur le mémorial, on peut lire l´inscription : In Erinnerung an die Teilung der Stadt vom 13. August 1961 bis 9. November 1989 und dem Gedenken an die Opfer kommunistischer Gewaltherrschaft (« En souvenir de la division de la ville du 13 août 1961 au 9 novembre 1989
et à la mémoire des victimes de la tyrannie communiste »).
Jusqu'à aujourd'hui, une large bande sur le côté sud de la Bernauer Straße témoigne de l´ancienne implantation des installations frontalières. Des constructions de logements ont peu à peu rempli cette bande depuis le début des années 2000 et seule une partie de la rue conservera la trace du no man´s land, d´autres constructions étant prévues sur la partie est de la Bernauer Straße.
En juin 2007, une documentation détaillée sur les restes des installations frontalières dans la Bernauer Straße a été éditée, sur commande du département d´urbanisme de la ville de Berlin.
Le 12 décembre 2007, un concours international pour l'extension du mémorial du Mur de Berlin dans la Bernauer Straße a été lancé. Les paysagistes berlinois "Sinai.Faust.Schroll.Schwarz" et leurs collègues "Mola Winkelmüller Architekten BDA" et "ON architektur" ont remporté ce concours.